# 李光宇 (清朝)
李光宇，字簡齋，山西省平定直隸州人，清朝政治人物，同進士出身。仕途在廣東，在廣東任总理课吏馆监督，法政学校、日本法政速成科留学生监督，总办全省水陆巡防营兼缉捕局。

## 生平
光緒六年（1880年）庚辰科三甲第24名進士。同年五月，著分部學習。曾外放廣東，署肇陽羅道。清亡回鄉，杜門讀書。

## 家族
父李希蓮，咸豐進士。子李方桂，語言學家。